# Sarcos
Sarcos (Gascons: Sarcòs) is een plaats en voormalige gemeente in het Franse departement Gers in de regio Occitanie en  telt 74 inwoners (2009). De plaats maakt deel uit van het kanton Masseube in het arrondissement Mirande.

## Geschiedenis
De naam Sarcos is een samenstelling van de Gallische naam Saricus en het achtervoegsel ossum, dat een bezit aanduidt. Saricusossum kort Sarcos betekent dus: het bezit van Sarcius.

### Heren van Sarcos
In de lijst van heren van Sarcos wordt Gerard d'Orbessan in 1274 genoemd. Deze heette eigenlijk Gerard d'Ornézan, maar door een schrijffout van een pastoor werd de familie abusievelijk ook wel d'Orbessan genoemd. Zijn familie zwoer in 1374 trouw aan de graaf van Astarac. Bij gebrek aan erfgenamen kwam Sarcos na 1437 achtereenvolgens in handen van de volgende families: Baliros, Lasséran-Masencôme, Saint-Pastou en Ségla. De laatste Ségla is tijdens de Franse Revolutie in zijn kasteel in Monbardon, château de Monbardon, vermoord. Tijdens de 19e eeuw, in tijd van de industrialisatie, ontvolkte Sarcos ten gevolge van de trek van de bevolking naar de stad. Nu groeit de bevolking weer, omdat er steeds meer niet-Fransen in de gemeente komen wonen.

### Gemeentefusie
Op 1 januari 2025 fuseerden Cabas-Loumassès, Monbardon, Saint-Blancard en Sarcos tot de commune nouvelle Cap d'Astarac.

## Het huidige dorp
Sarcos ligt westelijk van de D12 en oostelijk van de D283 ter hoogte van Aussos. In Sarcos staat de Saint-Etienne-kerk met gebrandschilderde ramen en een klokkenstoel met twee klokken. De kerk verloor in 1900 zijn klokkentoren. Er is een gemeentehuis met feestzaal en er is een jeu-de-boulescomplex met 12 banen, waarvan twee verlicht zijn. Naast het monument voor de gevallenen staat er een gietijzeren kruis. Dat is een van de drie kruisen die het dorp rijk is. In het oosten van het dorp bevindt zich een duiventoren. In het zuiden van de gemeente is er een stuwmeertje ten dienste van de landbouw en een tweede duiventoren. De commune is lid van Les Hautes Vallées. Het dorp valt onder de VVV (Fr. l'office de tourisme) van Masseube.

### Afbeeldingen

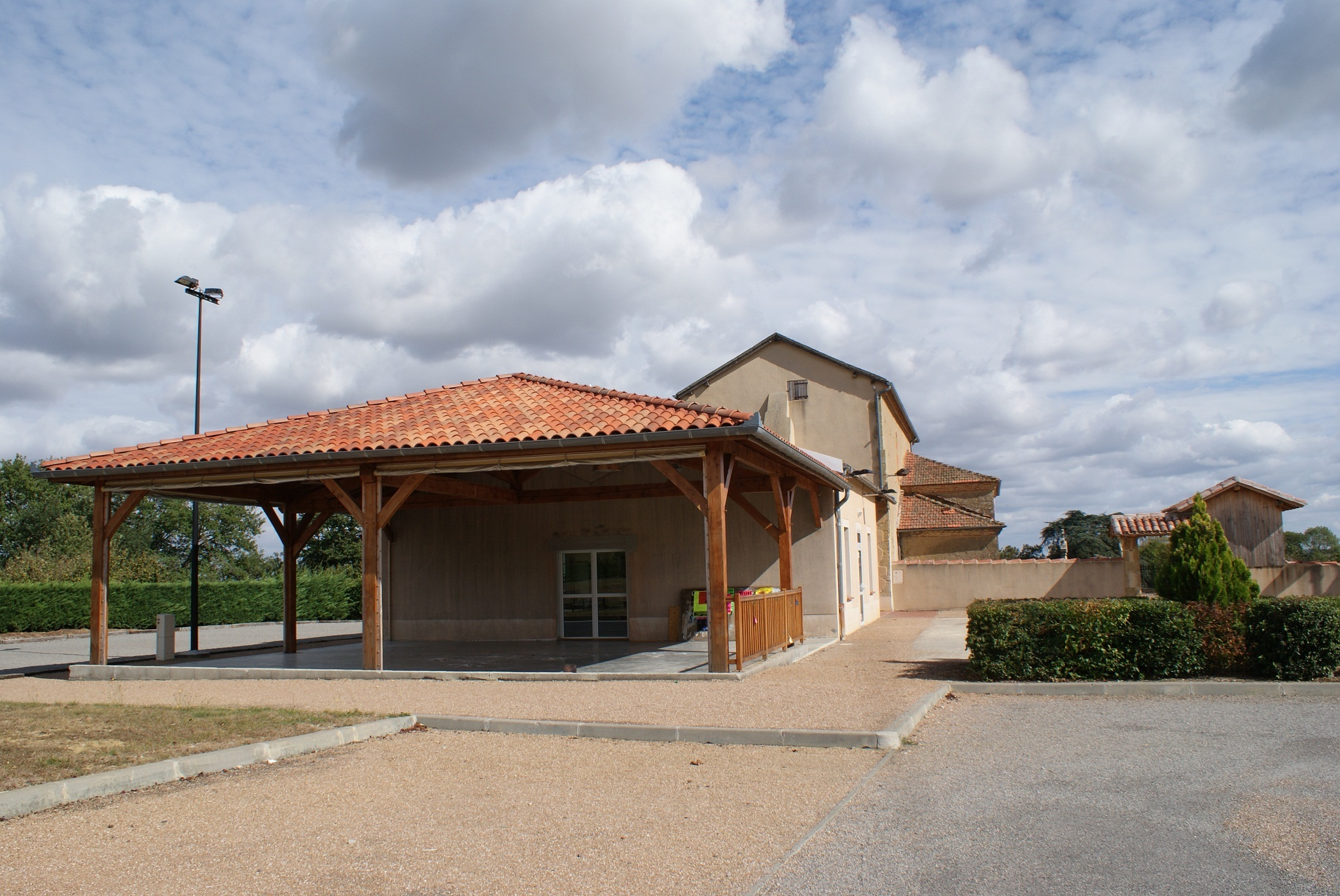
De feestzaal met jeu de boules baan
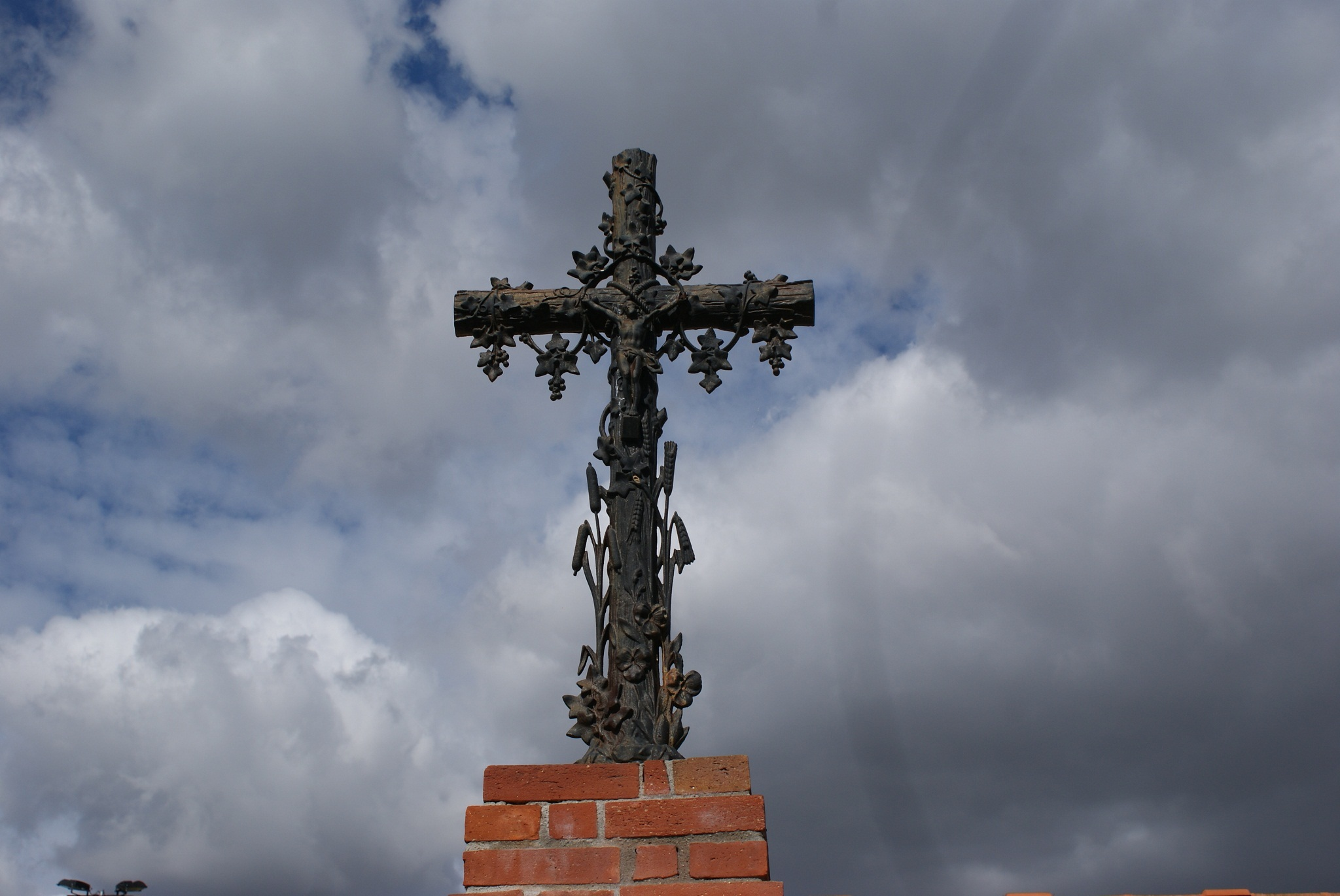
Gietijzeren kruis
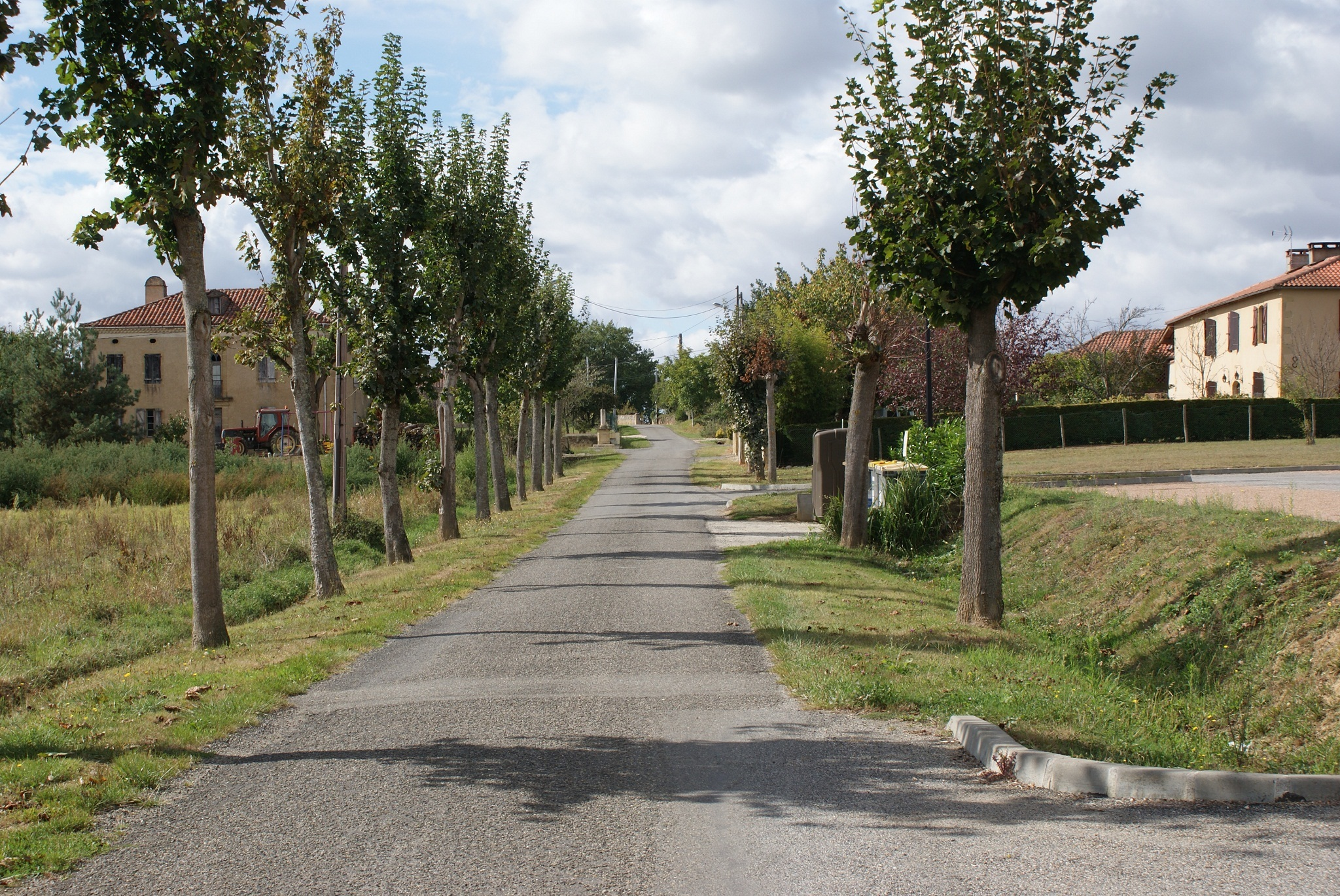
De hoofdweg
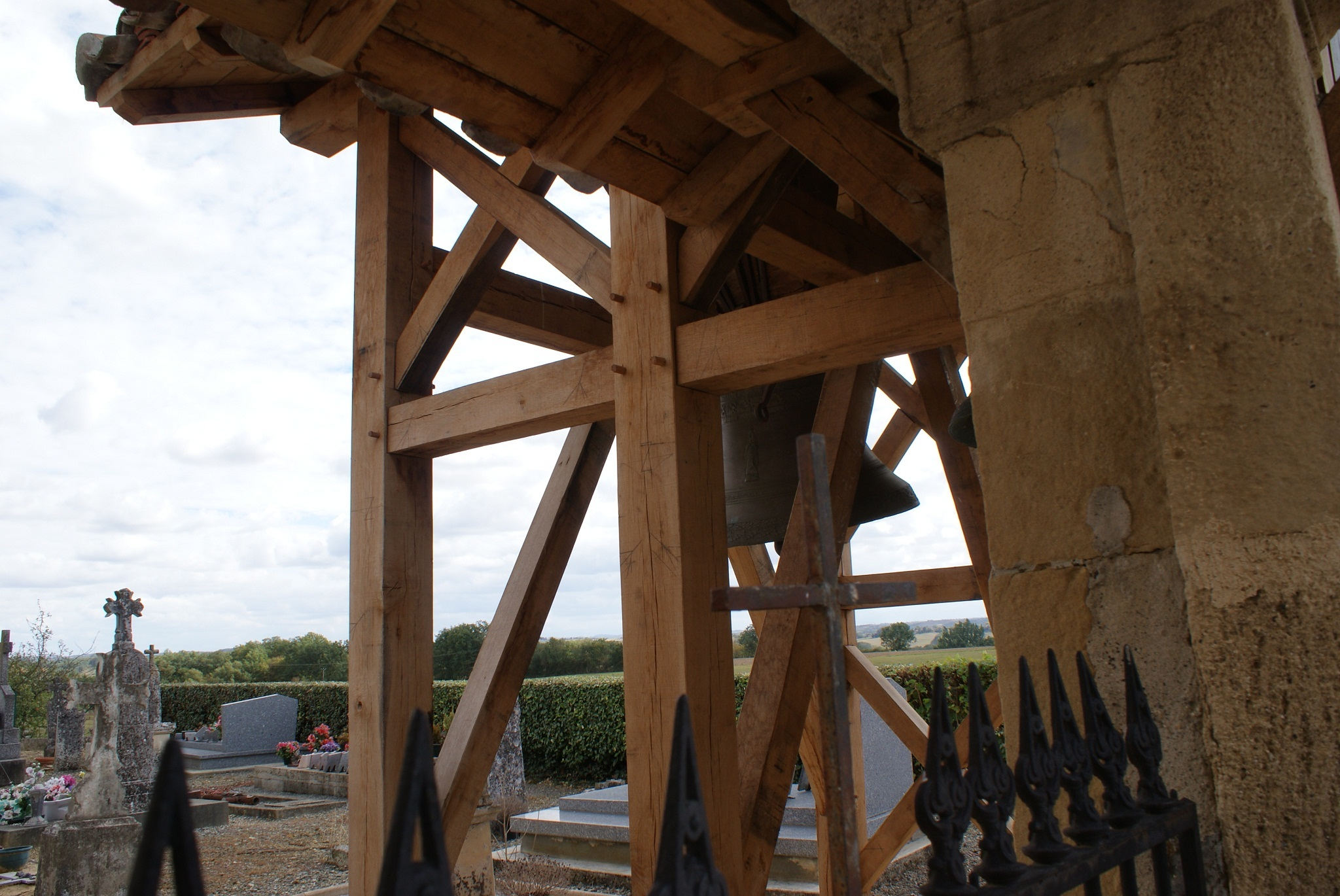
De klokkenstoel bij de begraafplaats

### Geografie
De oppervlakte van Sarcos bedraagt 6,2 km², de bevolkingsdichtheid is daarmee 11,9 inwoners per km². Sarcos ligt 37 km van Mirande en 70 km van de grens met Spanje.
De onderstaande kaart toont de ligging van Sarcos met de belangrijkste infrastructuur en aangrenzende gemeenten.

### Demografie
Onderstaande figuur toont het verloop van het inwonertal (bron: INSEE-tellingen).
Cabas · Loumassès · Monbardon · Saint-Blancard · Sarcos